# Nuciops
Nuciops is een geslacht van kreeftachtigen uit de klasse van de Malacostraca (hogere kreeftachtigen).

## Soort
- Nuciops modestus (Ihle, 1918)